# س. ويليام جونسون
س. ويليام جونسون (بالإنجليزية: C. William Johnson)‏ هو متزلج صدري أمريكي، ولد في 12 فبراير 1917، وتوفي في 11 أبريل 1993.

## وصلات خارجية
- س. ويليام جونسون على موقع أوليمبيديا (الإنجليزية)